# 謝東閔 (台灣)
謝東閔（1908年1月25日—2001年4月8日），原名謝進喜，自號求生，台灣政治人物，彰化廳北斗支廳二八水區二八水庄人（今彰化縣二水鄉光化村）。中華民國第6任副總統，是台灣人中第一位擔任此要職者。晚年被人們尊稱為謝求公。二水鄉當地又有「東閔仙」的稱呼。親近CC派。

## 生平

### 早年

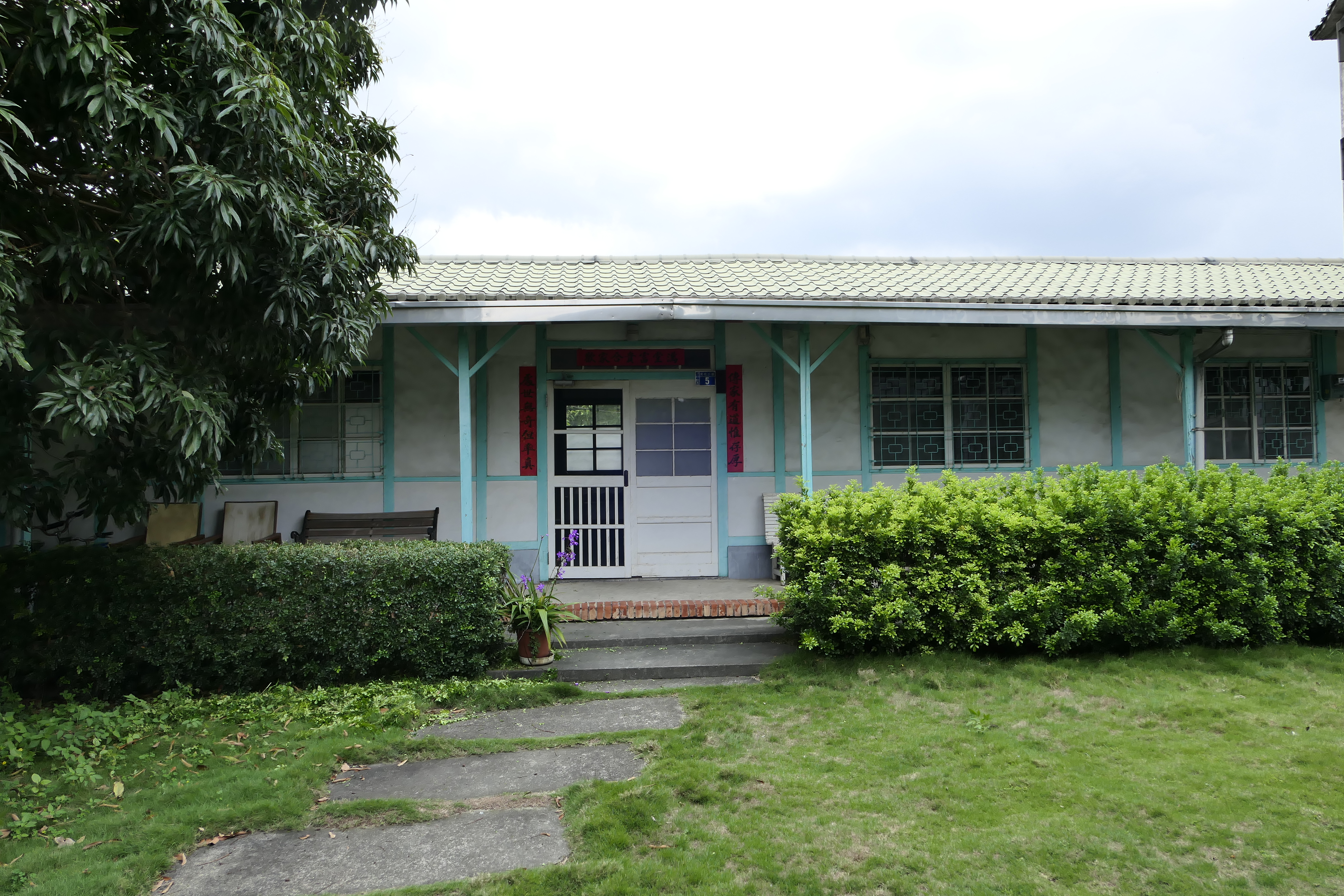
二水謝東閔故居

謝東閔生於1908年（明治41年）1月25日，出生於小康之家，原名謝進喜。幼時就讀於二八水公學校（後改稱二水公學校，今二水國小），中學就讀臺中州立第一中學（今臺中一中）。在中學時代，謝東閔因為對日本人統治殖民地的不滿，所以萌生到中國求學的念頭。
1925年，中學尚未畢業的謝東閔自台湾抵达日本內地後，在長崎搭船前往上海。
謝東閔先赴上海東吳大學法學院，1925年再前往廣東讀書。1931年於廣州國立中山大學法学院政治系畢業後，留在廣州中山大學擔任日文助教，並且在廣州、香港等地寫稿維生。

### 从政
1931年，在廣州市自治會兼任幹事一職。
1936年，在軍事訓練委員會，擔任少校秘書。
1938年至1941年，在香港郵政總局郵電檢查處，擔任檢查員。
1942年，在桂林《廣西日報》社，先後擔任該報的電訊室主任、總編輯。隨後被邀請參加中國國民黨台灣省黨部的籌備工作。
1943年5月－1945年，成為中國國民黨臺灣黨部的執行委員，謝東閔在漳州、永安、福州等地從事抗日活動。
1945年，抗日戰爭結束，以半山仔身分，隨著中華民國國民政府接收台灣的船隊回到台灣，同行的行政人員幹部有連震東等人。而後出任高雄州接管委員會主任委員至1946年1月。
1946年後，歷任高雄縣政府（官派第一任）首任縣長至1947年、台灣省行政長官公署民政處副處長（1946年10月）、台灣省政府教育廳副廳長、台灣省立師範學院（今國立台灣師範大學）校長、台灣新生報董事長、中國青年反共救國團副主任、中國國民黨中央黨部副秘書長、台灣省政府秘書長、台灣省議員、台灣省議會副議長、議長。

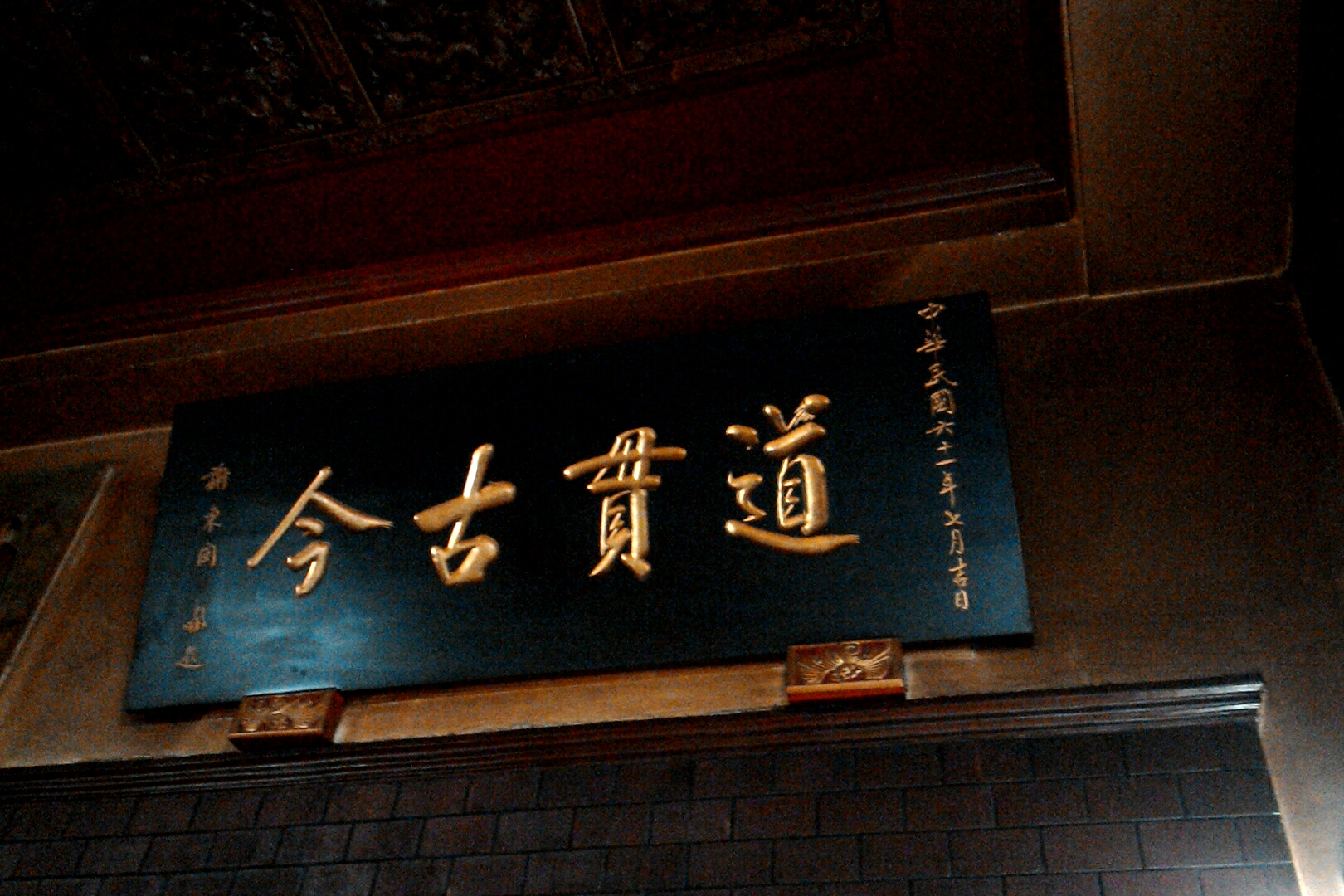
桃園文昌宮台灣省主席謝東閔贈匾，1972年7月。

1958年3月創辦私立實踐家政專科學校（後來發展成實踐大學），以培育家政專才改善社會為目標
1971年在省議會議長任內，時任台中一中校長段茂廷以紅樓為二層樓建築，而學校教室空間漸出現不足現象為由，倡議拆除紅樓改建四層樓混凝土大樓，消息一出，遭到師生及廣大校友激烈反對，段茂廷於是求援於當時台灣省議會議長謝東閔，謝東閔慨允協助，返母校演講謂「舊的不去、新的不來」，注定了紅樓被拆的歹運，在其影響下，台灣省政府迅速核撥經費，於1971年拆除全部紅樓，並改建為四層「莊敬樓」迄今。
1972年6月，蔣介石明令任命張豐緒為台北市市長，謝東閔為台灣省政府主席，為臺灣省政府首位本省籍主席:128。蔣並召見二人，垂詢省市各項建設情形，並慇囑積極貫徹行政為民服務的要求:128。
1975年蔣介石過世後，謝東閔帶領全台20個縣市首長跪拜泣悼蔣介石。
1976年10月10日的雙十節，謝東閔於台灣省政府主席任內，收到由台灣獨立運動參與者王幸男寄的炸彈郵包，在拆封時炸彈爆炸，左手受創。醫院因擔心引發敗血症，動手術予以切除，裝上義肢，從此永遠失去一臂。謝東閔也是迄今唯一在任內遭遇暗殺的省主席。
1978年到1984年间出任第六任中華民國副總統，為首位台灣籍及首位身心障礙副總統，卸任後獲聘為總統府資政。
1981年彰化縣長選舉，當時國民黨黨內出現高達11人爭取縣長提名，然而黨中央捨棄傳統的地方派系，意外提名了與副總統謝東閔、立委謝生富有地緣關係的省社會處秘書長陳伯村。地方上流傳陳伯村是受到謝東閔力推才獲得提名，因此地方派系將怨懟的對象指向謝東閔。由於謝東閔曾在郵包炸彈案中被炸斷一臂而裝上義肢，因此被不滿的人士以「怪手」稱之，揚言陳伯村的提名是「怪手」作怪，因此要給「怪手」好看。而彰化當地以往偏向國民黨的地方派系的反彈，也給了黨外勢力機會。結果黨外的黃石城擊敗陳伯村當選縣長，從此國民黨在彰化失去12年的執政權。

### 晚年
在1980、90年代的台湾，有國民黨党内「八大老」之说。指黃少谷、謝東閔、倪文亞、李國鼎、蔣彥士、袁守謙、辜振甫等「七大老」，後加上陳立夫，共為「八大老」。 
總統府方面曾利用不同方法勸林洋港退選，包括請出國民黨內「八大老」勸退。

## 逝世
2001年1月，因心肌梗塞被送往臺北榮總就醫。同年4月8日，因心肌梗塞伴隨上呼吸道感染，最後於深夜23時40分病逝於外雙溪至善路的家中，享耆壽93歲，骨灰安放在彰化二水示範公墓內的「謝增福公派下墓園」。4月17日於實踐大學音樂廳舉行追思大會，總統陳水扁到場頒發褒揚令，全文如下：
|  | 前副總統、總統府資政謝東閔，資稟敦厚，氣宇閎達。詩禮承訓，忠恕存心。國立中山大學畢業。早歲作育英才，臺灣光復後，歷任高雄州接管委員會主任委員、高雄縣首任縣長、臺灣長官公署民政處副處長、臺灣省政府教育廳副廳長、秘書長，臺灣省議會副議長、議長等職。淵謀深運，懋績孔昭；靖獻多方，議壇著績。其間先後出長臺灣省立師範學院、臺灣省合作金庫及臺灣新生報。民國四十七年創辦實踐家政專科學校，恢宏修齊治平理念，丕奠社會安定基石。民國六十一年洊膺第九任臺灣省政府主席，仁政綏民，勳猷並懋。民國六十七年當選第六任副總統，股肱和協，益勵精純；忠藎謀國，弼成郅治。綜其生平，立德立功，景福上壽；延庥延祚，碩望咸尊。遽聞殞落，震悼曷極，應予明令褒揚，以示政府崇報元勳之至意。 總 統 陳水扁 行政院院長 張俊雄 |

## 教育貢獻

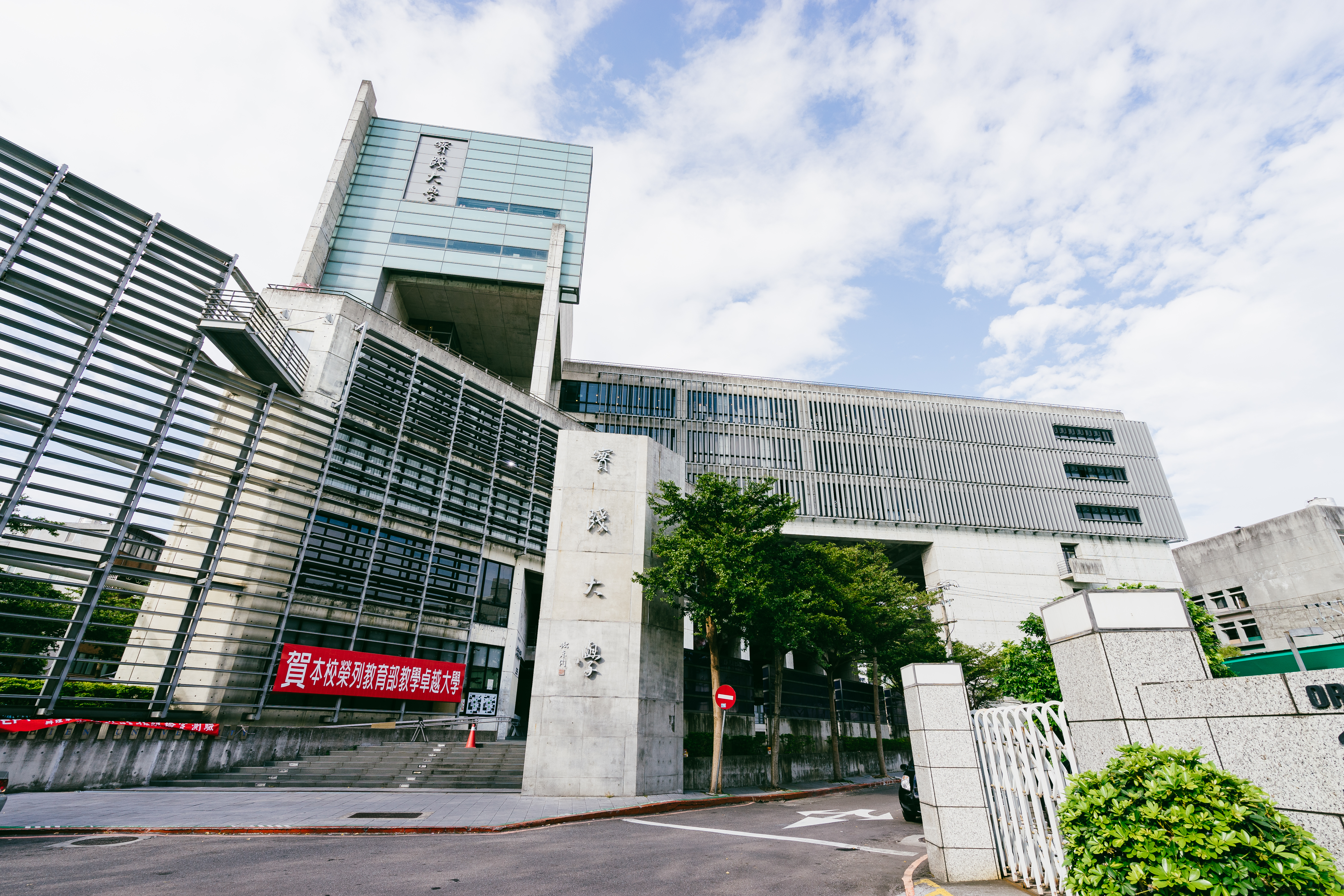
實踐大學東閔紀念大樓（設計學院教學大樓）

謝東閔鑑於家為國之本，欲國家富強、民生樂利，必先健全家庭，曾向時任中華民國副總統陳辭修建議國家應成立三所專科學校－體育專科學校、藝術專科學校及家事專科學校。此建議後經政府採納，因而陸續有省立體育專科學校（今國立臺灣體育運動大學）、國立藝術學校（今國立臺灣藝術大學）的成立，唯家事專科學校的建議未被政府採納與執行。謝東閔於1957年決定自行創辦家政學校。1958年3月26日，私立實踐家政專科學校（今實踐大學）成立。1984年任台北語文學院名譽董事長。至今彰化縣田中鎮外環仍存有東閔路一段至三段，紀念謝東閔。

## 著作
- 《歸返：我家和我的故事》
- 《謝氏大族譜》-民國六十二年十二月出版

## 故居
謝東閔在二水鄉的故居，現位在實踐大學附設二水鄉家政推廣實驗中心北側，彰農碾米廠旁巷弄內。該故居原為三合院，位於該實驗中心的土地上。謝東閔之母去世，舊居拆除只留下東護龍，並旋轉90度移到現今的位置上。舊居土地之後蓋ㄇ字型大樓，1972年成立「私立實踐家政專科學校附設二水家政推廣中心」。

## 家庭
謝東閔的胞弟謝敏初，曾任台灣青果運銷合作社總經理及理事主席。長子謝孟雄醫師，曾任第二屆監察委員、考試院典試委員、台北醫學院校長，實踐大學董事長。長媳林澄枝，謝孟雄之妻，曾任行政院文化建設委員會主委，曾任國民黨副主席。參子謝大立設計師，曾任實踐大學媒體傳達設計學系系主任。